# Little Lies
Little Lies è un singolo del 1987 del gruppo rock anglo-statunitense Fleetwood Mac, estratto dall'album Tango in the Night.
La canzone è stata scritta da Christine McVie e dal suo allora marito, Eddy Quintela, con McVie voce principale e brevi passaggi solisti di Lindsey Buckingham e Stevie Nicks durante il ritornello. Quando fu pubblicato, il singolo rimase per quattro settimane al primo posto della classifica Billboard Adult Contemporary e raggiunse la quarta posizione della Billboard Hot 100, rimanendo ad oggi la più recente top-ten hit dei Fleetwood Mac negli Stati Uniti. Il brano arrivò inoltre alla posizione numbero 5 della UK Singles Chart.
Il video musicale di Little Lies è stato girato in una fattoria, dentro e intorno ai suoi edifici rustici e nei campi circostanti.

## Composizione
- Christine McVie – voce principale e di supporto, sintetizzatori
- Lindsey Buckingham – chitarra, sintetizzatori, Fairlight CMI, voce di supporto
- Stevie Nicks – voce di supporto
- John McVie – basso
- Mick Fleetwood – batteria, percussioni

## Cover
- Nel 2016 la cantante e attrice statunitense Hilary Duff ha registrato una cover della canzone per promuovere la seconda stagione della sua serie comica Younger.